# Централна војна комисија (Кина)
Централна војна комисија је највиша организација националне одбране у Народној Републици Кини, која води Народноослободилачку армију (НРА), Народну оружану полицију (НАП) и милицију Кине.
Делује у оквиру Комунистичке партије Кине (КПК) под називом „Централна војна комисија Комунистичке партије Кине“, а као војни огранак државе под називом „Централна војна комисија Народне Републике Кине“. Према аранжману „једна институција са два имена“, обе комисије имају идентичан кадар, организацију и функцију и делују и под партијским и државним системом. Паралелна хијерархија комисије омогућава КПК да надгледа надзор. политичке и војне активности НОА, укључујући издавање директива о именовањима високих руководилаца, распоређивању трупа и потрошњи оружја.
ЦВК-ом председава Си Ђинпинг, генерални секретар Комунистичке партије Кине и врховни лидер. Скоро сви чланови су високи генерали, али најважније функције су увек заузимали највиши партијски лидери (који су цивили по принципу да Партија командује оружјем) како би се осигурала лојалност оружаних снага. ЦВК је смештена у комплексу Министарства националне одбране („Зграда 1. августа или „Осам-један““) у западном Пекингу.

## Функције
Према Закону Народне Републике Кине о националној одбрани, ЦВК има вођство над граничном, поморском, ваздушном и другом критичном безбедносном одбраном.
У кинеском трипартитном политичком систему држава-партија-војна, сам ЦВК је тело за доношење одлука чији свакодневни послови нису ни приближно тако транспарентни као Централни комитет или Државни савет. Као једно од три главна кинеска тела за доношење одлука, релативни утицај ЦВК може да варира у зависности од временског периода и лидера. За разлику од већине земаља, Централна војна комисија није организациони еквивалент другим владиним министарствима. Иако Кина има Министарство одбране, оно постоји искључиво за везу са страним војскама и нема командна овлашћења.